# Municipio de Holly Creek
El municipio de Holly Creek (en inglés: Holly Creek Township) es un municipio ubicado en el condado de Howard en el estado estadounidense de Arkansas. En el año 2010 tenía una población de 219 habitantes y una densidad poblacional de 2,2 personas por km².

## Geografía
El municipio de Holly Creek se encuentra ubicado en las coordenadas 34°7′27″N 93°57′2″O / 34.12417, -93.95056. Según la Oficina del Censo de los Estados Unidos, el municipio tiene una superficie total de 99.53 km², de la cual 99,53 km² corresponden a tierra firme y (0 %) 0 km² es agua.

## Demografía
Según el censo de 2010, había 219 personas residiendo en el municipio de Holly Creek. La densidad de población era de 2,2 hab./km². De los 219 habitantes, el municipio de Holly Creek estaba compuesto por el 94,98 % blancos, el 0,46 % eran afroamericanos, el 0,91 % eran amerindios, el 2,74 % eran de otras razas y el 0,91 % eran de una mezcla de razas. Del total de la población el 2,74 % eran hispanos o latinos de cualquier raza.